# كربلايي مهدي غردة (تشهار فريضة)
کربلایي مهدي غردة (بالفارسية: کربلایی مهدی گرده) هي قرية تقع في إيران في البلدة المركزية. يقدر عدد سكانها بـ 66 نسمة .